# Pёtr Repnin
Pёtr Repnin (San Pietroburgo, 18 settembre 1894 – Mosca, 24 luglio 1970) è stato un attore sovietico.

## Filmografia parziale

### Attore
- Daёš' radio! (Даёшь радио!), regia di Sergej Iosifovič Jutkevič (1925)
- Belyj orël (Белый орёл), regia di Jakov Protazanov (1928)
- Cavoletto (Pyška), regia di Michail Romm (1934)
- Podkidyš (Подкидыш), regia di Tat'jana Nikolaevna Lukaševič (1939)